# Adilet Dawłumbajew
Adilet Malikowicz Dawłumbajew (ros. Адилет Маликович Давлумбаев; ur. 6 lutego 1988) – kazachski zapaśnik walczący w stylu wolnym. Zajął dwunaste miejsce na mistrzostwach świata w 2022 roku. 
Brązowy medalista igrzysk azjatyckich w 2018. Wicemistrz Azji w 2018 i trzeci w 2022. Brązowy medalista igrzysk Solidarności Islamskiej w 2017, halowych igrzysk azjatyckich w 2017. Trzeci na igrzyskach wojskowych w 2015 i piąty w 2019. Trzeci na akademickich mistrzostwach świata w 2016. Drugi na wojskowych MŚ w 2016 i 2018; trzeci w 2013 roku.
Zaczął trenować zapasy w wieku 15 lat, w Kułanie.